# Los Cortijos
Los Cortijos là một đô thị thuộc Ciudad Real, Castile-La Mancha, Tây Ban Nha. Đô thị này có dân số là 1.026.

## Dân số
| 1991 | 1996 | 2001  | 2004  |
| ---- | ---- | ----- | ----- |
| 2007 | 969  | 1.373 | 1.059 |